# Eudonia entabeniensis
Eudonia entabeniensis là một loài bướm đêm trong họ Crambidae.